# 林斯特德
林斯特德是牙買加的城鎮，位於該國南部，由聖凱瑟琳區負責管轄，距離首府西班牙鎮19公里，海拔高度125米，該鎮西北面有一座大型鋁土礦場，2010年人口22,757。
18°09′N 77°01′W / 18.150°N 77.017°W